# Tubicinella
Tubicinella és un gènere de crustacis cirrípedes de l'ordre Sessilia. Viuen com ectoparàsits comensals dels cetacis, en particular, T. major que viu només sobre la balena austral (Eubalaena australis).

## Taxonomia
El gènere Tubicinella inclou dues espècies:
- Tubicinella cheloniae Monroe & Limpus, 1979
- Tubicinella major Lamarck, 1802